# Magarovci
Magarovci är en ort i Bosnien och Hercegovina.   Den ligger i entiteten Federationen Bosnien och Hercegovina, i den centrala delen av landet, 100 km nordväst om huvudstaden Sarajevo. Magarovci ligger 467 meter över havet och antalet invånare är 201.
Terrängen runt Magarovci är huvudsakligen kuperad, men österut är den bergig. Magarovci ligger nere i en dal.Närmaste större samhälle är Mrkonjić Grad, 19,3 km väster om Magarovci. 
I omgivningarna runt Magarovci växer i huvudsak blandskog. Runt Magarovci är det ganska tätbefolkat, med 93 invånare per kvadratkilometer.